# Подсреће
Подсреће је насељено место у општини Брестовац, у западној Славонији, Република Хрватска.

## Историја
До нове територијалне организације налазило се у саставу бивше велике општине Славонска Пожега.

## Становништво
Насеље је према попису становништва из 2011. године имало 34 становника.
| Националност       | 1991.        |
| Срби               | 103 (94,49%) |
| Хрвати             | 1 (0,91%)    |
| Југословени        | 2 (1,83%)    |
| остали и непознато | 3 (2,75%)    |
| Укупно             | 109          |